# Вонгвичит, Пхуми
Пхуми Вонгвичит (лаос. ພູມີ ວົງວິຈິດ; 6 апреля 1909, Сиангкхуанг — 7 января 1994, Вьентьян) — лаосский политик, исполнявший обязанности президента Лаоса с 29 октября 1986 по 15 августа 1991 года.

## Биография
Родился в провинции Сиангкхуанг в семье гражданского служащего. Образование получал в столице, городе Вьентьян, после чего поступил на службу в колониальную администрацию. Работал во Вьентьяне, Луангпхабанге и Сиангкхуанге. В 1939 году занял должность руководителя округа в Сиангкхуанге, а с 1940 до 1945 года занимал аналогичную должность во Вьентьяне. В январе 1945 года Пхуми Вонгвичит стал губернатором Хуапхана, занимал этот пост до капитуляции Японии в августе 1945 года. В следующем месяце он сотрудничал со свободными французскими силами, которые ненадолго захватили город Самныа, однако со временем он присоединился к антиколониальному движению Лао Иссара и тесно сотрудничал с организацией Вьетминь для противостояния французскому господству в Индокитае.
В 1946 году, после возвращения французов к власти в Лаосе, Пхуми отправился в северный Таиланд, где в течение следующих трёх лет был активным последователем Лао Иссара. В конце 1949 года он стал одним из немногих лаосцев, присоединившихся к Суфанувонгу в Северном Вьетнаме. Там он принял участие в учредительном собрании Фронта свободного Лаоса, по результатам которого Пхуми Вонгвичита избрали генеральным секретарём Фронта, а также назначили на должность министра внутренних дел и вице-премьер-министра правительства, созданного в противовес королевскому правительству во Вьентьяне. Это правительство не получило международного признания, впрочем Пхуми номинально сохранял свои должности до того момента, пока Женевские соглашения 1954 года не завершили Индокитайскую войну.
В 1954 и 1955 годах возглавлял делегацию Патет Лао на переговорах с Королевством Лаос о реинтеграции провинций Пхонгсали и Хуапхан. В марте 1955 года Пхуми стал одним из основателей Народно-революционной партии Лаоса и был избран в состав её политбюро. В январе следующего года он был избран в состав Центрального комитета Лаосского патриотического фронта. В 1956 году Пхуми Вонгвикит продолжил участие в переговорах с монархией, завершившихся в следующем году подписанием Вьентьянских соглашений, открывших путь к формированию первого коалиционного правительства, в котором Пхуми занял должность министра религии и искусства. С тех пор он проявлял живой интерес к буддистской Сангхе, признавая её потенциал как органа пропаганды оппозиции против американизации лаосского общества, а также как средство распространения лаосских культурных ценностей.
По результатам довыборов, состоявшихся в мае 1958 года, Пхуми был избран депутатом Национального собрания Луангпхабанга. Во время политического кризиса, возникшего после электоральных успехов левых, Пхуми Вонгвичит потерял свой министерский портфель. В июле 1959 года его арестовали вместе с другими деятелями Патет Лао, но суд так и не состоялся. В мае 1960 года он вместе с Суфанувонгом смог убежать и совершил длительный марш к территориям, подконтрольным Патет Лао.
После битвы при Вьентьяне, состоявшейся в декабре 1960 года между нейтралистами и роялистами, и последующего отступления нейтралистских сил на равнину Джарс, Пхуми сыграл значительную роль в организации сотрудничества между Патет Лао и нейтралистами. Также он возглавлял делегацию Патет Лао на Женевской конференции по вопросам нейтралитета Лаоса в 1962 году, а также занимал должность министра информации, пропаганды и туризма во втором коалиционном правительстве. В 1964 году после серии политических убийств Пхуми покинул Вьентьян вместе с другими министрами Патет Лао.
В тот момент Лаос был вовлечён в войну во Вьетнаме. В течение следующих десяти лет Пхуми Вонгвичит чередовал жизнь в пещерах Вьенгсай с участием в делегациях Патет Лао на различных международных собраниях коммунистов. Он сохранил свои должности в Политбюро и Лаосском патриотическом фронте, а также сыграл выдающуюся роль в переговорах, которые в 1974 году привели к формированию третьего коалиционного правительства, в котором сам Пхуми занял должность вице-премьер-министра и министра иностранных дел.
После завершения гражданской войны и создания Лаосской Народно-Демократической Республики в декабре 1975 года Пхуми был назначен на должность второго вице-премьера и министра образования, спорта и религиозных дел. В рамках реорганизации после III Конгресса Народно-революционной партии 1982 года Пхуми Вонгвичит стал членом Внутреннего кабинета, отвечавшего за образование, информацию и культуру. В 1986 году, когда Суфанувонг был вынужден уйти с поста президента Лаоса по состоянию здоровья, Пхуми Вонгвичит временно заменил его на должностях главы государства, партии Лаосского фронта национального строительства. В марте 1991 года на V Конгрессе партии было принято решение о его выходе в отставку с поста временного президента, а также из состава Политбюро. Официально покинул пост главы государства 15 августа того же года.
После отставки Пхуми Вонгвичит вместе с принцем Суфанувонгом стали официальными советниками Центрального комитета партии.
Умер 7 января 1994 года во Вьентьяне.